# Valery Bolotov
Valery Dmitrievitch Bolotov (em russo:  Вале́рий Дми́триевич Бо́лотов ; em ucraniano:  Валерій Дмитрович Болотов, Valery Dmytrovytch Bolotov) (Taganrog, 13 de fevereiro de 1970 - Moscou, 27 de janeiro de 2017) foi um  líder político e militar ucraniano russófono, autoproclamado governante da  República Popular de Lugansk, no leste da Ucrânia. É conhecido por sua participação na guerra na região da Donbas, no leste da Ucrânia.